# Holley
Holley es una villa ubicada en el condado de Orleans, en el estado estadounidense de Nueva York. En el censo del año 2010 tenía una población de 1.811 habitantes. Tiene una población estimada, en 2019, de 1.749 habitantes.

## Geografía
Holley se encuentra ubicada en las coordenadas 43°13′32″N 78°1′40″O / 43.22556, -78.02778. El pueblo se sitúa en el cruce de las carreteras New York State Route 31 y New York State Route 237

## Demografía
Según la Oficina del Censo en 2000 los ingresos medios por hogar en la localidad eran de $36.367, y los ingresos medios por familia eran $49.200. Los hombres tenían unos ingresos medios de $31.019 frente a los $23.077 para las mujeres. La renta per cápita para la localidad era de $17.388. Alrededor del 10,2% de la población estaba por debajo del umbral de pobreza.